# 李運慶
李運慶（1980年10月20日—），台灣男演員，臺北藝術大學美術學系畢業。演出多部電視劇、電影、音樂錄影帶與廣告 。妻子為演員洪詩。

## 影視作品

### 長篇劇集
| 年份 | 播出頻道            | 劇名                    | 角色           | 備註       |
| 2006 | 八大綜合台、中視    | 《愛殺17》              | 服務生         | 客串       |
| 2009 | 中視                | 《閃亮的日子》          | 陳品章         |            |
| 2009 | 華視                | 《我在1949，等你》      | 韓祖光         |            |
| 2009 | 中視                | 《青梅竹馬》            | 曾聰明(Smart)  |            |
| 2010 | 大愛電視台          | 《我的尪我的某》        | 潘賢聰         |            |
| 2010 | 華視                | 《帶子英雄》            | 方家棟         |            |
| 2011 | 華視                | 《艋舺燿輝》            | 許富成         | 第三男主角 |
| 2011 | 中視                | 《料理情人夢》          | 始源           |            |
| 2012 | 公視                | 《愛情來了，請打卡》    | 范克邦         | 第一男主角 |
| 2012 | 壹電視綜合台        | 《小站》                | 韓森           |            |
| 2013 | 客家電視台          | 《阿婆的夏令營》        | 李崇光         | 第一男主角 |
| 2013 | 台視、三立都會台    | 《真愛黑白配》          | 高哲宣         | 第二男主角 |
| 2013 | 三立都會台          | 《有愛一家人》          | 龍十           | 第二男主角 |
| 2013 | 三立台灣台          | 《世間情》              | 李豪帥         | 客串       |
| 2014 | 台視、三立都會台    | 《愛上兩個我》          | 翁立洋(Leo)    | 第二男主角 |
| 2014 | 台視、三立都會台    | 《再說一次我願意》      | 程德安         | 客串       |
| 2014 | 三立都會台          | 《我的寶貝四千金》      | 趙宇航         |            |
| 2015 | 三立都會台          | 《戀愛鄰距離》          | 周永祥         | 客串       |
| 2016 | 三立都會台、台視    | 《後菜鳥的燦爛時代》    | 王子譽         | 第二男主角 |
| 2016 | 中視                | 《多桑の純萃年代》      | 林尚傑         |            |
| 2016 | 三立都會台          | 《獨家保鑣》            | 何浩軒         | 客串       |
| 2018 | 三立都會台          | 《姊的時代》            | 林岱裕 (David) | 第二男主角 |
| 2018 | 三立都會台、台視    | 《高校英雄傳》          | 林康寶         | 第二男主角 |
| 2019 | 三立都會台、台視    | 《月村歡迎你》          | 麥青哲         | 客串       |
| 2020 | 大愛電視台          | 《殷緣天成》            | 李文殷         | 第一男主角 |
| 2020 | 三立都會台、台視    | 《跟鯊魚接吻》          | 葉軒           | 第二男主角 |
| 2020 | 大愛電視台          | 《迎風而立》            | 賴志誠         | 第一男主角 |
| 2022 | 大愛電視台          | 《隨風 隨緣》           | 廖財局(青年)   | 第一男主角 |
| 2022 | 八大戲劇台、Netflix | 《親愛的亞當》          | 任少天         |            |
| 2022 | 大愛電視台          | 《天下第一招》          | 楊順合         | 第一男主角 |
| 2023 | 公視、八大戲劇台    | 《最佳利益2－決戰利益》 | 彭上傑         |            |
| 2023 | 三立台灣台          | 《天道》                | 羅再興（青年） | 客串       |
| 2023 | 公視、八大戲劇台    | 《最佳利益3－最終利益》 | 彭上傑         |            |
| 2024 | 華視、公視台語台    | 《無罪推定》            | 王振宇         |            |
| 2024 | 大愛電視台          | 《你好，我是誰2》       | 丁台生         |            |
| 2025 | 大愛電視台          | 《九如一家人》          | 張維仁         |            |

### 迷你劇集
| 年份 | 播出頻道 | 劇名           | 角色   | 備註            |
| 2011 | 大愛     | 《仙女不下凡》 | 葉仁傑 | 配角 (第4、5集) |

### 長篇電影
| 年份 | 導演   | 片名         | 角色           |
| 2006 | 李志薔 | 單車上路     | 林正義         |
| 2006 | 鄭有傑 | 一年之初     | 蝴蝶的丈夫     |
| 2008 | 王也民 | 鬪茶         |                |
| 2008 | 錢人豪 | 鈕扣人       |                |
| 2013 | 林正盛 | 世界第一麥方 | 官建良         |
| 2014 | 李思源 | 極光之愛     | 沈克傑（Yolo） |

### 電影短片/電視電影
| 年份 | 導演   | 片名             | 角色   |
| 2004 | 錢人豪 | 溫慶珠之狂暴亂舞 |        |
| 2018 | 李明宗 | 我的龜蜜女友     | 鄭民浩 |
| 2023 | 鍾侑霖 | 綠金龜模仿犯     |        |

## 音樂錄影帶
| 年份 | 歌手   | 歌曲         | 專輯                           | 導演           |
| 2005 | 梁靜茹 | 下一秒鐘     | 絲路                           | 廖明毅         |
| 2010 | 郭靜   | 嫁妝         | 你朋友                         | 黃中平         |
| 2014 | 石錦航 | 真實故事改編 | 真實故事改編                   | (影劇畫面剪輯) |
| 2016 | 李婭莎 | 飛翔         | 《多桑の純萃年代》電視劇主題曲 | (影劇畫面剪輯) |

## 舞台劇
- 2009 《寂寞芳心俱樂部》
- 2019 故事工廠《明晚，空中見》
- 2022 亮棠文創劇場《用九柑仔店》飾演 楊俊龍

## 廣告代言
- 7-11 I-cash
- 華南銀行
- 克寧奶粉

## 主持
- 2017年三立都會台《愛玩客》主持人

## 獎項紀錄
| 年份 | 獲提名   | 獎項                           | 結果 |
| ---- | -------- | ------------------------------ | ---- |
| 2010 | 青梅竹馬 | 第45屆金鐘獎戲劇節目最佳男配角 | 提名 |

## 外部連結
- 朵拉瑪娛樂-李運慶 （页面存档备份，存于）
- 李運慶的部落格 （页面存档备份，存于）
- 李運慶的新浪微博
- 李運慶好  = 你運氣好的Facebook專頁
- 李運慶的Instagram帳戶
- 李運慶在互联网电影资料库（IMDb）上的資料（英文）
- 李運慶在香港影庫上的簡介
- 李運慶在豆瓣上的资料（简体中文）
- 李運慶在时光网上的簡介（简体中文）